# Grafie
Unter Grafie (auch Graphie, von altgriechisch γραφή graphḗ, deutsch ‚Schrift‘) versteht die Linguistik die Schreibweise oder auch Druckart von Texten. Sie ist Gegenstand der Graphemik. Im Deutschen hat z. B. die Grafie handschriftlicher Texte gewechselt: Nur wenige verwenden noch die Sütterlinschrift. Ähnliches gilt für die Grafie gedruckter Texte, die nur noch in Ausnahmefällen in Fraktur gesetzt sind.
Davon abweichend wird Graphie (oder Graphik) allgemeiner gelegentlich auch in Opposition zu Phonie (oder Phonik), also als Bezeichnung des Sprachmediums verwendet.
Als Grafien bezeichnet man außerdem zusammenfassend Medien (siehe Publikationsformen) zur Aufzeichnung von akustischen, visuellen, olfaktorischen oder taktilen Inhalten. Dies gilt vor allem für Bezeichnungen, in denen -grafie / -graphie als Grundwort (Determinatum) verwendet wird.
Klassische Graphien sind beispielsweise die Xerografie und die Skriptografie. Davon unterschieden werden die mit dem Buchdruck ab dem 15. Jahrhundert aufkommenden technischen Graphien: Typografie, Fotografie, Phonographie und Kinematografie. Praktisch alle entsprechenden Begriffe werden mit dem Suffix {-graphie} gebildet.